# Allodia alternans
Allodia alternans är en tvåvingeart som först beskrevs av Zetterstedt 1838.  Allodia alternans ingår i släktet Allodia och familjen svampmyggor. Arten är reproducerande i Sverige. Inga underarter finns listade i Catalogue of Life.